# Zarma (Sprache)

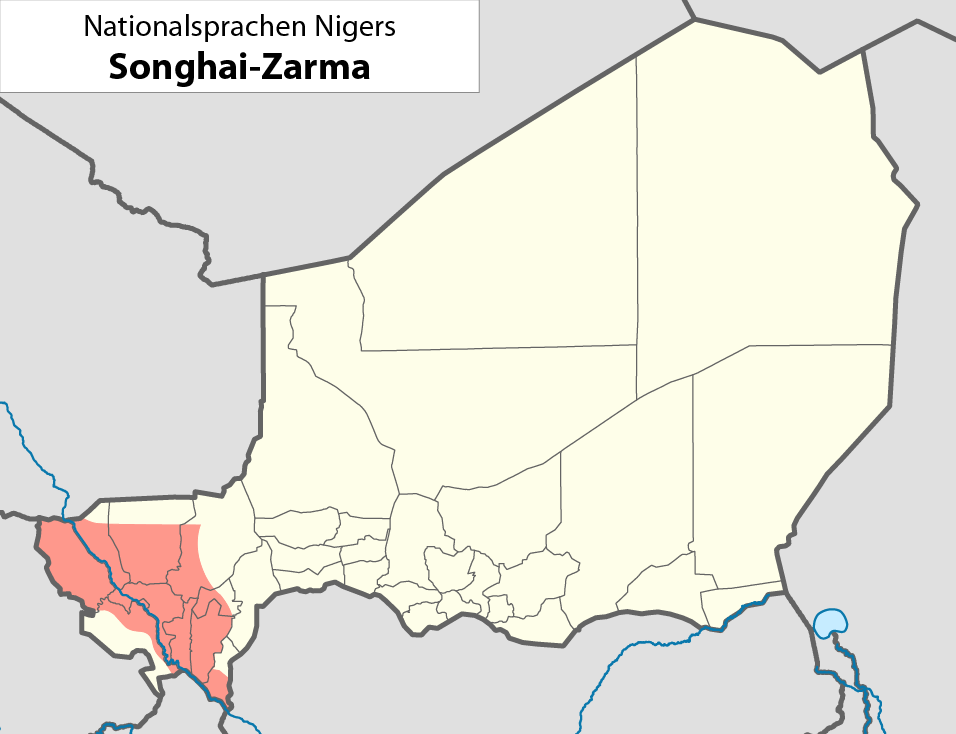
Verbreitungsgebiet des Songhai-Zarma im Niger

Das Zarma, deutsch traditionell Djerma genannt, (auch Dyerma, Dyarma, Dyabarma, Adzerma, Zabarma, Zarbarma, Zarmaci im Niger genannt, Selbstbezeichnung Zarma ciine) ist eine westafrikanische Sprache der Zarma mit dem Ursprungsgebiet im südwestlichen Niger.
Es gehört zur Gruppe der Songhai-Sprachen. Kleinere Gruppen von Zarma-Sprechern leben in Burkina Faso, Mali, Nigeria, Elfenbeinküste und Ghana.
Ein Dialekt ist Kaado. Im Niger weisen Dialekte aus dem Dendi und anderen Songhai-Sprachen Ähnlichkeiten zum Zarma auf.

## Wörter des Grundwortschatzes
| Wortbedeutung | Zarma          | Wortbedeutung | Zarma       |
| ------------- | -------------- | ------------- | ----------- |
| ich           | ay             | groß          | beeri       |
| du            | ni             | klein         | kayna       |
| er/sie/es     | a, inga        | essen         | ŋwa         |
| wir           | iri            | trinken       | haŋ         |
| ihr           | araŋ           | schlafen      | kani, jirbi |
| sie (Plural)  | i              | sterben       | bu          |
| wer?          | may            | gehen         | koy, dira   |
| was?          | ifo            | kommen        | ka          |
| Mensch        | boro, andamize | geben         | no          |
| Mann          | alboro         | nehmen        | sambu, za   |
| Frau          | wayboro        | sprechen      | salan       |
| Kopf          | boŋ            | lieben        | ba          |
| Auge          | mo, moize      | eins          | afo, fo     |
| Ohr           | hanga          | zwei          | ihinka      |
| Nase          | niine          | drei          | ihinza      |
| Mund          | me             | vier          | itaci       |
| Zahn          | hinje          | fünf          | igu         |
| Zunge         | deene          | sechs         | iddu        |
| Herz          | bine           | sieben        | iyye        |
| Hand          | kambe          | acht          | ahaku       |
| Fuß           | ce             | neun          | yegga       |
| Wasser        | hari           | zehn          | iwey        |
| Feuer         | danji, nuune   | zwanzig       | waranka     |
| Sonne         | wayno          | hundert       | zangu       |
| Mond          | handu          | tausend       | ?           |